# 棕褐盾蛭
棕褐盾蛭（学名：Placobdella fulva）为舌蛭科盾蛭属的动物。分布于印度、印度尼西亚以及中国大陆的湖北等地，营寄生生活，无正式宿主记载。该物种的模式产地在印度。